# Blasisaurus
Blasisaurus („ještěr z lokality Blasi“) byl rod velkého kachnozobého dinosaura z podčeledi Lambeosaurinae, žijícího v období nejsvrchnější křídy (věk maastricht) na území dnešního Španělska (provincie Huesca).

## Popis
Blasisaurus byl zřejmě blízce příbuzný rodům Arenysaurus, Tlatolophus a Charonosaurus. Objevena byla pouze fragmentární kostra a lebka. Typový druh B. canudoi byl formálně popsán kolektivem paleontologů v roce 2010. Tento hadrosaurid dosahoval zřejmě délky kolem 8 metrů a hmotnosti několika tun.